# Керча, Игорь Юрьевич
Игорь Юрьевич Керча  (20 февраля 1943 года, с. Горонда, ныне Мукачевского р-на Закарпатской обл.) — карпаторусинский писатель, переводчик, лексикограф, общественно-культурный деятель. Один из кодификаторов русинского языка.

## Биография
Сын Ю.-И. Керчи. Окончил физико-математический факультет Ужгородского университета (1965), Киевский инженерно-строительный институт (1973). Работал в Ужгороде на механическом заводе (1967-95), в АО «Гелиос» (1995-98).
Опубликовал двухтомный «Словарь русинско-руськый» (Ужгород, 2007) и «Словарь русько-русинський» (2012) . Автор работ:
- И. Керча, Василий Сочка-Боржавин. «Русинськый язык», Ужгород, 1992.
- Михаил Алмаши, Игорь Керча, Василий Молнар, Степан Попович. Материнськый язык: писемниця русинского языка — Мукачово: Общество им. Александра Духновича, 1999.   — 98 с.,
- «Утцюзнина, читанка про недїльні школы» (Будапешт, 2001; Ужгород, 2002),
- «Матяш, король Русинув» (Ужгород, 2001).

В переводе на русинский язык издал сборники стихов:
С венгерского языка:
- «Убрані поезії» Ш. Петефи (1998, Ужгород),
- «Наші добрі Русины» Д. Крудия (2002, Ужгород)

С чешского языка:
- «Смутні очі Анцї Караджічової» И. Ольбрахта (2001, Ужгород),
- «Земля, Европов зохабена» Я. Затлоукала (2002, Ужгород)

Для детей:
- «Бетярськый букварь» (2004, Ужгород).

Печатал свои стихи на русинском языке в закарпатской периодике. Лауреат «Русской премии» Международного фонда «Ruska cena», Прага, 2011) (ранее, в 2008   г., эту премию получила его сестра Тамара).
В данный момент является почти единственным редактором русинской Википедии (rue: Хоснователь: Igor Kercsa).